# Arzamas
Arzamas (rusky Арзама́с) je město v Nižněnovgorodské oblasti v Ruské federaci. Při sčítání lidu v roce 2010 měl 106 tisíc obyvatel.

## Poloha
Arzamas leží na Ťoše, přítoku Oky, ve vzdálenosti 112 kilometrů na jih od Nižního Novgorodu, správního střediska celé oblasti. Nejbližší města jsou Perevoz přibližně padesát kilometrů na severovýchod, Lukojanov přibližně padesát kilometrů na jihovýchod a Sarov přibližně padesát kilometrů na jihozápad.

## Dějiny
První zmínka o městě je z druhé poloviny šestnáctého století, kdy zde byla pevnost.
V roce 1719 získává Arzamas městská práva a v roce 1779 se stává okresním městem.

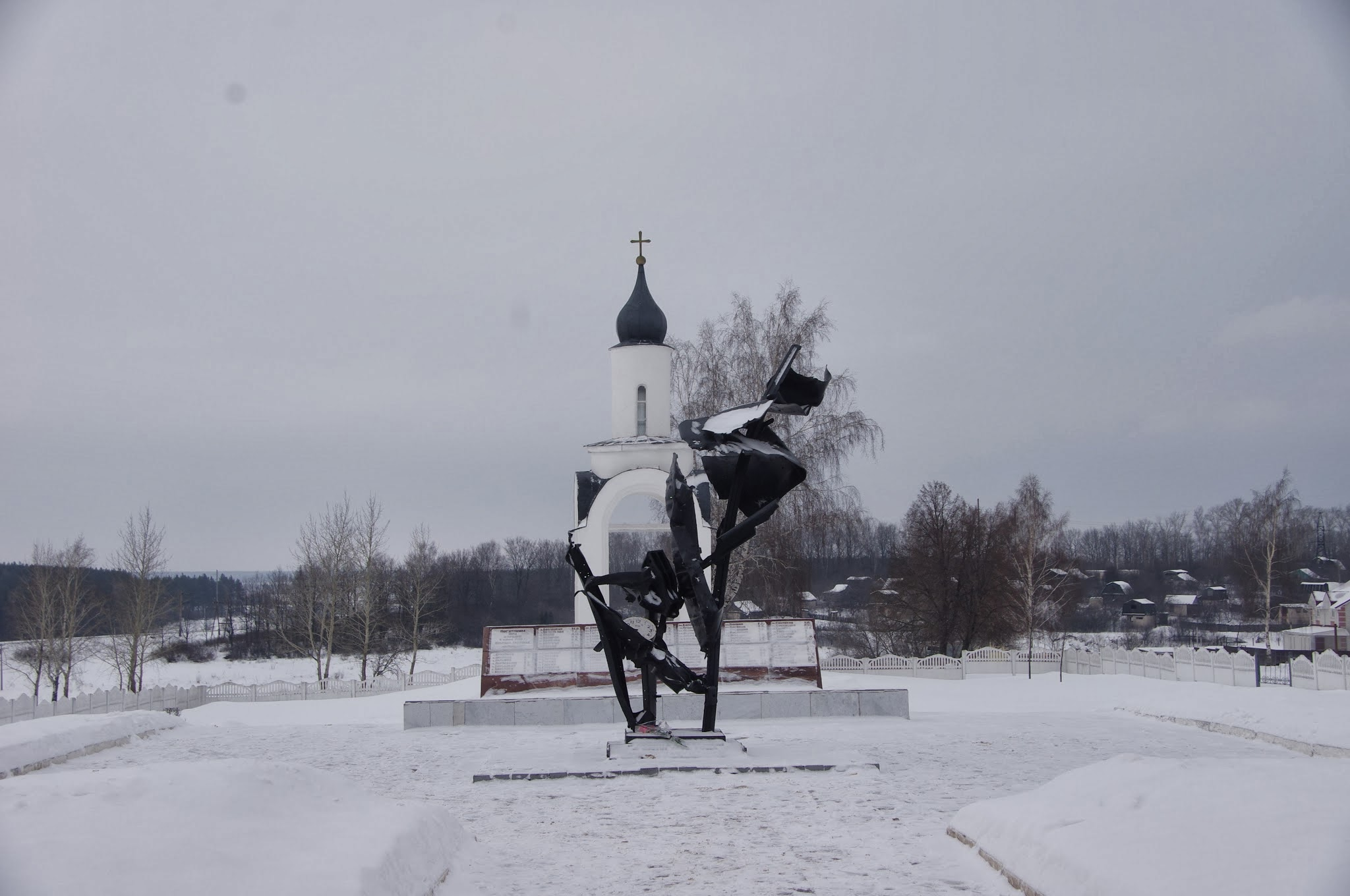
Památník obětem výbuchu, v pozadí časovňa

V roce 1988 dne 4. června vybuchl v Arzamasu vlak naložený hexogenem. Výbuch zabil 91 lidí, patnáct set jich zranil a zničil 151 budov.

### Rodáci
- Ivan Nikolajevič Stragorodskij (1867–1944), pod jménem Sergij patriarcha Moskevský a celé Rusi

## Partnerská města
- Valožyn, Bělorusko (2004)
- Popovo, Bulharsko, (2004)
- Zarajsk, Rusko (2007)
- Rostov Veliký, Rusko (2008)
- Nový Athos, Gruzie (2013)
- Alupka, Ukrajina (2014)
- Slaŭharad, Bělorusko (2016)
- Smarhoň, Bělorusko (2017)
- Čavusy, Bělorusko (2017)
- Vagharšapat, Arménie (2021)
- Charcyzk, Ukrajina (2022)